# Argyractis premalis
Argyractis premalis là một loài bướm đêm trong họ Crambidae.